# Armstrong Whitworth A.W.29
L'Armstrong Whitworth A.W.29 era un bombardiere leggero monomotore ad ala bassa sviluppato dall'azienda britannica Armstrong Whitworth Aircraft negli anni trenta e rimasto allo stadio di prototipo.

## Storia del progetto
Nel 1932 l'Air Ministry britannico emise una specifica per la fornitura di un bombardiere diurno biposto e monomotore per sostituire gli oramai sorpassati biplani Hawker Hart ed Hawker Hind allora in servizio operativo nella RAF. Tra le caratteristiche richieste il nuovo velivolo doveva essere in grado di trasportare un carico di 1 000 lb di bombe per 1 000 mi alla velocità di 200 mph. In quel momento però non era disponibile alcuna motorizzazione che, applicata ad un velivolo, potesse riuscire ad ottenere le caratteristiche richieste, così l'Air Ministry fu costretto ad emettere una nuova specifica, la P.27/32.
Alla richiesta risposero la Fairey Aviation Company Limited con il progetto del Battle e la Armstrong Whitworth Aircraft con il suo A.W.29. Il prototipo dell'A.W.29 venne portato in volo per la prima volta il 6 dicembre 1936, ben dopo il suo antagonista staccatosi da terra il 10 marzo 1936, a causa di ritardi in fase di assemblaggio e sviluppo.
Il volo non impressionò favorevolmente la commissione esaminatrice, anche a causa di un cedimento del carrello in fase di atterraggio, la quale decise di dichiarare vincitore il Battle. Anche a causa dell'incidente del proprio velivolo l'Armstrong Whitworth ritenne antieconomico procedere alla sua riparazione e ne decise il definitivo diassemblaggio e l'arresto del programma di sviluppo.

## Tecnica
L'A.W.29 era un velivolo dall'aspetto convenzionale per l'epoca; monomotore, monoplano ad ala media con carrello parzialmente retrattile.
La fusoliera era realizzata in due parti, l'anteriore con struttura in tubi d'acciaio saldati e la posteriore monoscocca in lega leggera. sulla parte superiore era ricavato i due abitacoli, l'anteriore per il pilota ed il posteriore, collegato ad una torretta a comando manuale collocata dorsalmente a scopo difensivo, per l'osservatore con funzione anche di mitragliere. L'abitacolo posteriore poteva anche essere equipaggiato con doppi comandi per consentire la formazione dei piloti. Posteriormente terminava in un impennaggio tradizionale monoderiva dai piani orizzontali a sbalzo.
L'ala, di grande spessore e dalla pianta triangolare, era posizionata media ed incorporava il pozzetto di rientro delle due gambe di forza del carrello d'atterraggio parzialmente retraibile. Questo, in configurazione convenzionale ed integrato da un ruotino d'appoggio sotto la coda, era a comando idraulico, azionabile tramite un motore o con una pompa a mano, e in posizione di volo lasciava gli pneumatici in parte esposti.
La propulsione era affidata ad un Armstrong Siddeley Tiger VIII posizionato sul muso all'interno di una cappottatura, un motore radiale capace di erogare una potenza di 870 hp (650 kW) a 2 450 giri/min, ed abbinato ad un'elica tripala a passo variabile.

### Annotazioni
1. ↑  Tapper fa osservare che i dati sono stime progettuali non suffragate da prove a causa del veloce smantellamento del prototipo dopo il primo ed unico breve volo.

### Fonti
1. 1 2 3  Tapper 1973, pp. 203-208.
2. ↑  Air Pictorial October 1958, p. 361.
3. ↑  Tapper 1973, p. 208.
4. ↑  Dr John Rickard. Fairey Battle in Military History Encyclopedia on the Web.
5. 1 2  Air Pictorial October 1958, pp. 360-361.

### Riviste
- (EN) The Armstrong Whitworth A.W.29, in Air Pictorial, Lesser Known Types, 20 (10): 360, London, Rolls House Publishing, ottobre 1958, ISSN no (WC · ACNP).